# 上郊水库
上郊水库是中国山西省晋城市陵川县境内的一座水库，位于寥东河上，建于1960年。水库正常库容为866万立方米，集雨面积为126平方千米，海拔为985米。